# Денисовский уезд
Денисовский уезд — административно-территориальная единица Кустанайской губернии Киргизской АССР, существовавшая в 1922—1925 годах.
Денисовский уезд с центром в п. Денисовский был образован 27 июля 1922 года из бывшего Денисовского района. Первоначально в состав уезда входили следующие волости:
- Адаевская. Центр — п. Адаевский
- Антоновская. Центр — п. Антоновский
- Архангельская. Центр — п. Арханегльский
- Аятская кочевая
- Богдановская. Центр — п. Богдановский
- Валерьяновская. Центр — п. Вальерьяновский
- Домбарская кочевая
- Забеловская. Центр — п. Забеловский
- Коломенская. Центр — п. Коломенский
- Котюбокская. Центр — п. Котюбокский
- Смаиловская. Центр — п. Смаиловский
- Таврическая. Центр — п. Таврический

Несколько позже были образованы Львовская вослость с центром в п. Львовском и Карпыковская волость с центром в п. Карпыковский.
15 августа 1922 года из упразднённого Адамовского района в Денинсовский уезд были переданы 12 волостей:
- Адамовская. Центр — п. Адамовский
- Аккаргинская кочевая
- Аниховская. Центр — п. Аниховский
- Бестюбинская кочевая
- Джелькуарская кочевая
- Джетыгаринская кочевая
- Джетыкульская кочевая
- Каиндинская кочевая
- Каменецкая. Центр — п. Каменецкий
- Кумакская кочевая
- Суюндукская кочевая
- Шевченковская. Центр — п. Шевченковский

26 декабря 1922 года из состава Аккаргинской волости была выделена 2-я Аккаргинская кочевая волость. В конце 1923 года она была присоединена обратно.
29 марта 1923 года Адаевская Богдановская, Забеловская, Коломенская и Шевченковская волости были присоединены к Львовской, Аниховская и Каменецкая — к Адамовской, Архангельская и Таврическая — к Аниховской (при этом центр последней был перенесён в п. Денисовский), Джелькуарская — к Джетыгаринской, Карпыковская и Котюбокская — к Аятской, Смаиловская — к Бестюбинской, Суюндукская — к Каиндинской. Домбарская волость разделена между Аятской и Бестюбинской. Также были утверждены центры кочевых волостей: центром Аккаргинской волости стал аул № 2, Аятской — аул № 3, Бестюбинской — п. Усшорский, Джетыгаринской — аул № 1, Джетыкульской — аул № 1, Каиндинской — аул № 4.
20 января 1924 года Кумакская волость была передана в Орский уезд Оренбургской губернии.
21 сентября 1925 года Денисовский уезд был упразднён, а его территория присоединена к Кустанайскому уезду.